# Anders Holmertz

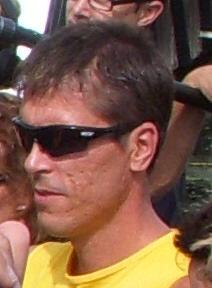

Anders Sören Holmertz (Motala, 1 de dezembro de 1968) foi um nadador sueco, ganhador de cinco medalhas em Jogos Olímpicos.
Com 16 anos, participou de sua primeira Olimpíada em Los Angeles 1984, não conseguindo chegar à final dos 200 metros livres. Sua primeira medalha internacional foi no Europeu de 1985. Foi como favorito aos Jogos Olímpicos de Seul em 1988, mas chegou em segundo lugar nos 200m livres.
Foi campeão mundial em duas oportunidades pelos revezamentos 4x200 metros livres da Suécia e campeão europeu dos 200m livres em 1987.